# Pachycondyla oberthueri
Pachycondyla oberthueri är en myrart som beskrevs av Carlo Emery 1890. Pachycondyla oberthueri ingår i släktet Pachycondyla och familjen myror. Inga underarter finns listade i Catalogue of Life.